# Borís Skóssirev
Borís Mikhàilovitx Skóssirev-Mavrusov (en rus, Борис Скосырев; Vílnius, Imperi Rus, 12 de gener de 1896 - Boppard, Alemanya Occidental, 27 de febrer de 1989) fou un aventurer rus que intentà prendre el poder a Andorra durant la dècada de 1930. S'arribà a proclamar rei d'aquest estat durant 13 dies amb el títol de Borís I d'Andorra.

## Biografia

### Infància i joventut
Borís Skóssirev, també transcrit a la francesa com a Boris Skossyreff, va néixer a Vílnius (Imperi Rus, actual Lituània) el 12 de gener de 1896. Provenia de família de classe mitja, tot i que alguns dels seus membres feien servir el títol nobiliari "von" per haver-se distingit als exèrcits del tsar. Boris afirmava haver cursat els estudis secundaris al Lycée Louis Legrand de París, i posteriorment al Magdalen College d'Oxford, tot i que cap de les dues institucions en té constància documental.
En esclatar la Revolució russa del 1917, fuig a Anglaterra, on s'enrolà per dos anys a l'armada britànica. Prestà més endavant servei al Foreign Office en diverses missions secretes, que el portaren a Sibèria, al Japó i als Estats Units. La distinció de la seva persona, empatia i el seu do de llengües li guanyaven fàcilment una gran simpatia.
El 1925 renuncià al seu treball d'espia i, proveït d'un passaport Nansen, es traslladà als Països Baixos, on es desconeix quina fou la seva activitat. Més tard, Borís pretenia haver treballat al servei de la casa reial -sense especificar en qualitat de què- i assegurava haver estat recompensat per S. M. la reina Guillermina I amb el títol de comte d'Orange, títol que s'inventà ell mateix.
El 21 de març de 1931, es va casar amb Marie-Louise Parat, a Aix-en-Provence. En la seva acta de matrimoni, suprimeix una 's' i bescanvia les dues 'f' per una 'w': Skosyrew, declarant-lo fill d'un tal Michel de Skosyrew i d'Elisabeth Mawrusow. El seu matrimoni fou de conveniència motivat per la necessitat d'obtenir un permís de residència o un passaport. Borís va mantenirnombroso s romanços amb altres dones durant el seu matrimoni, el més destacat seria amb Florence Marmon, una milionària nord-americana que l'acompanyaria durant la seva pretensió al tron anodrrà

### Primera estada a Andorra
El 12 de desembre del 1933 Borís arriba a Andorra per establir-se, tot i que sense un objectiu clar i definit. Intenta reprendre tots els contactes que havia establert en visites anteriors, i ofereix els seus serveis a institucions com el Consell General. També establiria contactes amb la població camperola per tal de posiciona-la a favor seu.
Es va establir a la població de Santa Coloma, prop de Sant Julià de Lòria, en una casa que encara es conserva i que s'anomena la casa del Russos, propietat del ciutadà nord-americà Fiske Warren, i obra de l'arquitecte català Cèsar Martinell.
Borís, en contacte amb la realitat andorrana, començà a tramar el seu pla. Mantingué llargues converses amb els camperols, els artesans i els responsables de la política andorrana. Aviat s'adonà que la revolta juvenil d'uns mesos abans de la seva arribada podia acollir favorablement les idees progressistes que hi garantissin una millora del nivell de vida.
Una de les seves primeres incursions en política fou l'oferta feta al Consell General de gestionar l'ingrés d'Andorra a la Societat de Nacions on exposava el seu ideri d'"Andorra per als andorrans".
El 17 de maig del 1934, Borís presentà un document al síndic i a altres consellers del govern andorrà en què justificava les seves intencions. Però aquell dia la resposta que li donaren li fou força adversa: "que no se introdueixi en assumptes polítichs de les Valls, lo que en cas de reincidència aquest es reserva el dret d'elevar las queixas a l'Autoritat competent perquè aquestas li apliquin les sancions que serà mereixedor lo citat recurrent".
Tot i així, acabà rebent, el dia 22 de maig, l'ordre fulminant d'expulsió del territori andorrà, decretada pel veguer francès (administrador de justícia), i signada també pel seu homòleg episcopal.

### Exili a la Seu d'Urgell
Borís s'"exilià" a la Seu d'Urgell i s'instal·là a l'hotel Mundial, on començà a comportar-se com un autèntic monarca i inicià una forta campanya de màrqueting que atragué l'interès de la premsa. Concedí moltes entrevistes als mitjans quan l'anaren a veure, i fins i tot algunes entrevistes telefòniques al diaris The Times i The Daily Herald.

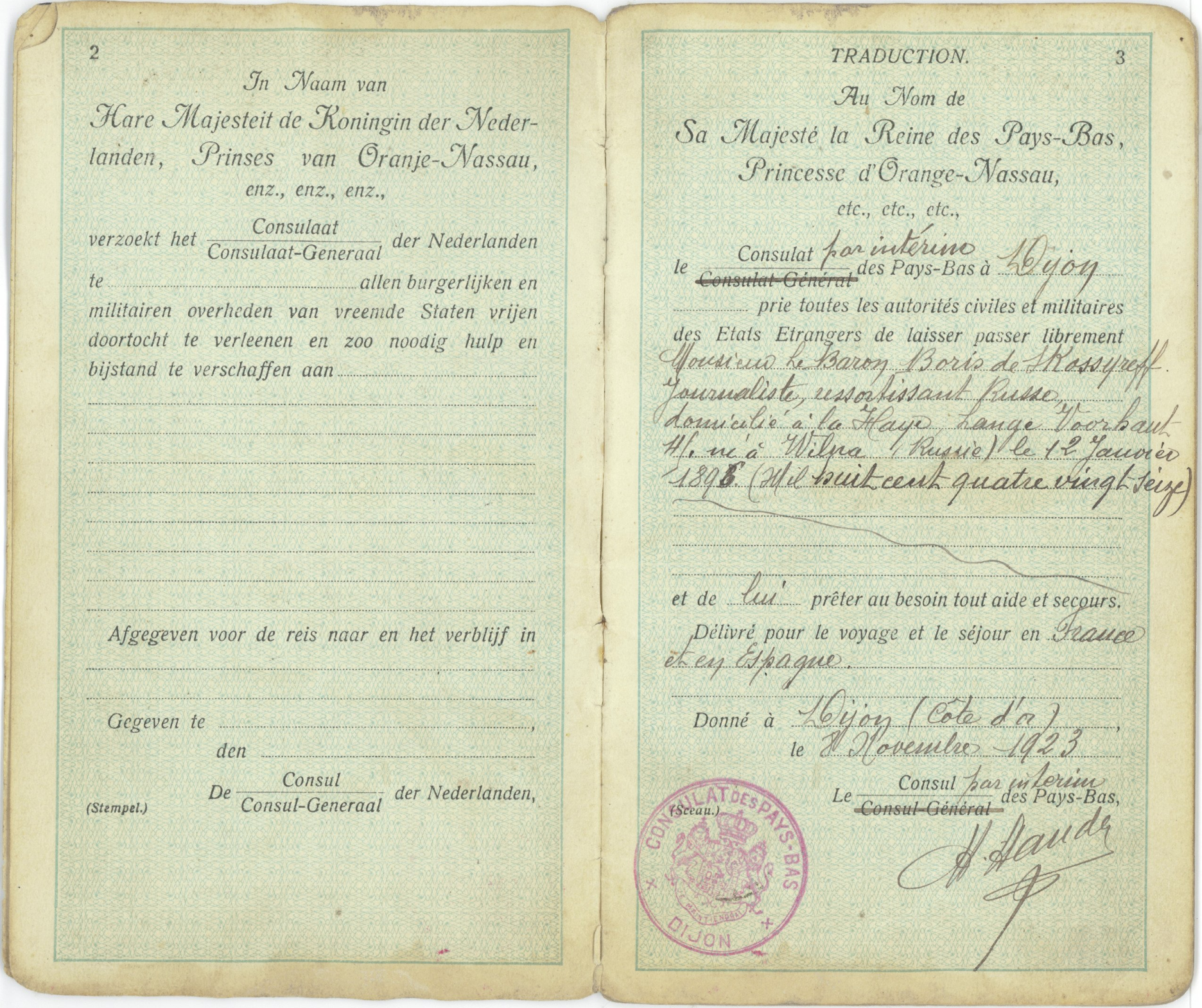
Passaport neerlandès de Skóssirev.

Del 29 de maig al 5 de juliol es va traslladar a Torredembarra, on projectà una nova ofensiva. En una entrevista al diari madrileny Ahora ell mateix confessava: "no tinc cap dret històric per a la meva pretensió. Ho faig únicament com a cavaller per entendre que defenso els drets dels espanyols que resideixen a Andorra i són vexats per la república veïna".
Borís es posà en contacte amb diverses agrupacions legitimistes del sud de França. A Perpinyà, aconseguí de fer arribar els seus plans al representant del príncep Joan d'Orleáns, duc de Guisa, pretendent al tron de França. La seva argumentació es basava en el fet que els caps de l'estat francès continuaven tenint els drets i funcions de coprínceps d'Andorra, domini privat de la casa d'Orléans, com a hereva legítima de la dinastia de Foix.
Els legitimistes francesos feren ressò de la pretensió en els seus butlletins. Mentrestant, el duc de Guisa, expectant, no va pronunciar-se, a l'espera del desenvolupament dels fets. Però Borís ja es titulava, sense cap indiferència expressa lloctinent del rei de França.
Skóssirev concedí visites, feu recepcions oficials i organitzà nombrosos actes, com ara una missa pel president Francesc Macià, traspassat l'hivern anterior, o bé sessions fotogràfiques per fer-ne postals monàrquiques: tocat amb la barretina, treballant al seu despatx reial, passejant amb monocle i bastó... feia un paper de monarca exemplar.
Escriví els seus esborranys per al Butlletí Oficial del renovat principat: "Sa Altesa el príncep ha concedit entrevistes al diari la Nación, de Buenos Aires, i Ahora, de Madrid.
Amb l'assistència de Sa Altesa el príncep, se celebrarà una missa pel descans de l'ànima d'Ermessenda de Castellbò, comtessa de Foix. Les honorables corporacions del país estaran representades en l'acte".
El pretendent al tron feu imprimir uns fulletons que deien:
"Sa Altesa reial el duc de Guisa demana als tribunals que li siguin restituïts els béns i drets situats fora de França que li foren llegats pels seus antecessors, com a hereus dels comtes de Foix i de Bearn, prínceps d'Andorra. Els andorrans se senten administrats contra la seva voluntat pel senyor Lebrun, president de la República francesa, que es fa dir copríncep i no és l'hereu de la corona de França."
Es redactà una innovadora Constitució andorrana que, al llarg de 17 artícles, modificava substancialment el sistema polític andorrà tradicional. Transforma el Consell General en parlament i crea un Govern format per tres ministres. El príncep serà el representant permanent a la Societat de Nacions. El text també garantia la llibertat religiosa, de premsa, i la lliure circulació. Es reorganitzava el sistema jurídic i es prohibia l'expulsió d'andorrans i es garantia també els drets dels estrangers en cas de ser expulsats.
Borís I imprimí deu mil exemplars de la seva Constitució i els va trametre a les personalitats espanyoles i franceses. Un d'aquests, que va anar a parar a les mans del bisbe d'Urgell, monsenyor Justí Guitart, desencadenà les hostilitats per part del prelat, que desautoritzà totalment el pretendent en unes declaracions a la premsa lleidatana, en què deia que els únics coprínceps d'Andorra eren ell i el senyor president de la República francesa.

### Regnat de Borís I

Bandera utilitzada durant el regnat de Borís I

El dissabte 7 de juliol del 1934, el síndic general de les valls d'Andorra convocà el Consell General de les Valls. El síndic obrí la sessió i passà a exposar l'assumpte. Borís Skóssirev, un rus exiliat que visitava amb freqüència el país andorrà i es proclamava "comte d'Orange" (per concessió personal de la reina dels Països Baixos, segons assegurava), s'havia entrevistat amb ell per proposar-li un revolucionari canvi de les estructures econòmiques del principat. A semblança del que havia passat a Mònaco, Liechtenstein o Luxemburg -els restants principats europeus-, paradisos fiscals on els impostos eren quasi inexistents o sensiblement reduïts, el foraster es comprometia a convertir Andorra en un dels centres empresarials més importants del món on bancs, entitats financeres i companyies internacionals no trigarien a instal·lar-hi el seu domicili social aprofitant-se del règim fiscal.
Segons la novel·la d'Antoni Morell què s'ha donat per bona i només és fruit de la imaginació del mateix, no hi ha res de verídic ni històric en el següent:
"A canvi d'assegurar la felicitat i el benestar del poble andorrà, Skóssirev demanà una recompensa: que el Consell General el proclamés príncep d'Andorra. La proposta de Borís va tenir la quasi total adhesió de la cambra excepte un representant, el batlle d'Encamp, Cinto, que vertaderament oposà un ferm vet. Amb només un conseller en contra de vint-i-quatre que formaven el Consell, la monarquia quedà instituïda.
Acompanyat d'un fidel grup de col·laboradors addictes: la seva jove amant anglesa, la milionària nord-americana Florence Mazmon i el conseller Pere Torras Ribas, el candidat al tron andorrà s'establí primer a la fonda Calons de Sant Julià de Lòria.
Tanmateix, si gran part del seu pla no va funcionar va ser per un home decisiu que si no hagués actuat potser la història seria diferent: el batlle Cinto, conseller opositor, que va marxar cap a la Seu d'Urgell el dia 8 de juliol de 1934 i comunicà al bisbe tota la trama amb detall.
Paral·lelament, aquell mateix dia, França va comunicar oficialment que no intervindria a Andorra; deixaria totes les decisions al Consell General i consideraria com a vàlida la monarquia de Borís I, si s'aprovava. El poc interès de França en l'assumpte i el panorama d'aquells dies, segurament, haurien permès a Borís instaurar la monarquia a Andorra. Fins i tot, el Consell de Ministres d'Espanya va debatre el tema per aclarir-se una mica davant de tot aquell assumpte andorrà".
Així, el dia 9 de juliol s'anuncià el govern provisional i la nova Constitució, alhora que es decretà absoluta llibertat política, religiosa, i d'impremta. El dia 10 de juliol, en una nova votació al Consell, l'adhesió monàrquica es repetí amb igual resultat (23 a 1). En una altra trobada amb periodistes, Skóssirev afirmava que ja tenia preparada la llista del seu govern provisional, i també el pla que havia d'impulsar en el seu nou regne: "protecció al necessitat, ensenyament per a tothom i esport, molt d'esport. Però res de jocs prohibits".

### Detenció i exili definitiu
El regnat del rei Borís només durà uns dies, ja que el bisbe d'Urgell no va trigar a actuar per força: el 20 de juliol, quatre guàrdies civils espanyols i un sergent, acompanyaren el monarca fins a la frontera del seu regne. Els seus súbdits no feren res per impedir-ho, veient-lo marxar cap a la Seu detingut i emmanillat. L'endemà fou traslladat a Barcelona i posat a disposició del jutge especial, senyor Bellón, encarregat dels casos relacionats amb la Ley de vagos y maleantes. Fou ell qui comprovà efectivament que el subjecte en qüestió era el mateix que havia estat expulsat el 1932 de Mallorca quan vivia amb una milionària anglesa.
El dia 23 fou traslladat amb tren cap a Madrid, acompanyat de dos agents que el vigilaven en un cotxe de tercera. La seva arribada a la capital espanyola va despertat una gran expectació entre els periodistes, que volien aconseguir una entrevista a qualsevol preu.
Ingressà a la presó Modelo de Madrid, però continuà adoptant l'actitud de monarca a l'exili. L'historiador Arnau González, explica que: "durant la seva estada a la Model de Madrid, Borís i els seus col·laboradors van continuar interpretant els papers que tenien assignats. Així, es reberen diversos telegrames a nom seu en què es garantia que "tots els documents estaven segurs", i també va rebre un gir postal de 200 pessetes".
Aquella transferència era realment força enigmàtica, ja que Borís fins i tot havia hagut de deixar la seva pròpia secretària com a penyora de garantia de pagament a l'estança de l'hotel que li havia fet de palau reial a la Seu.
Poc després, seria expulsat també d'Espanya des de Madrid cap a Portugal. Allunyat per sempre d'Andorra, Borís es va moure sense rumb fix durant quatre anys per Lisboa, Olhão, Tànger i Gibraltar. El 1938, les autoritats franceses li permeteren tornar a Aix-en-Provence, on es reuní amb la seva esposa. El febrer del 1939 és al camp d'internament francès de Rieucros, amb antifranquistes espanyols, al costat d'antifeixistes italians i centreuropeus de les regions ocupades pel Reich abans de la Segona Guerra Mundial. S'ignora la raó i els càrrecs que se li imputaven.

### Segona Guerra Mundial i mort
El 25 d'abril del 1936 va rebre l'ordre d'expulsió de territori francès en un màxim de 3 dies. El 7 d'octubre del 1939 és traslladat al camp d'internament de Vernet d'Arièja, d'on fou alliberat l'octubre de 1942 pels ocupants alemanys.
Alguns historiadors sostenen que va ser alliberat per haver-se ofert a ser traductor al servei de l'exèrcit alemany en el front rus. Durant molt de temps, s'ha pensat que Skossyreff havia mort el 1944 en un camp de presoners prop de Perpinyà. Sembla, però, que en fou alliberat pels soldats americans després de la victòria aliada i detingut a Berlín el desembre de 1946 per les autoritats franceses. Empresonat a Coblença, hauria estat maltractat pels guardians francesos arran de la seva col·laboració amb els nazis.
Segons algunes fonts, va instal·lar-se a Boppard i fou detingut novament per les autoritats russes, que el condemnaren a 25 anys de treballs forçats, i fou enviat a un camp de treball de Sibèria. Alliberat el 1956, va tornar a Boppard, on morí el 1989. Una tomba en aquesta ciutat té la inscripció «Boris von Skossyreff, 1900-1989».

## Llegat

### Divulgació
La revista d'història Sàpiens va publicar –en el seu número 11 (setembre del 2003)- un article titulat "Borís I, rei d'Andorra", realitzat per Joan Morales amb l'assessorament de l'historiador Arnau González.

### Llibres
S'han publicat alguns llibres amb apartats dedicats a Borís I d'Andorra, normalment estudiat des del punt de vista anecdòtic i promocionat cada cop més pel mateix govern del principat d'Andorra com a reclam turístic (per bé que la seva història encara és força desconeguda i no surt en la majoria de guies del principat). Un important estudi biogràfic el feu el desaparegut periodista i estudiós català de dinasties reials Joan Balansó, en la seva obra Las coronas huecas (editat per Plaza & Janés, maig del 2003), en què dedica el capítol XI a Borís Skóssirev. La novel·la més interessant és la d'Antoni Morell (Borís I, rei d'Andorra; Barcelona: La Magrana, 1984); l'autor va dedicar el llibre a la seva àvia, que segons ell havia conegut personalment Skossyreff.

### Còmics
La figura de Borís I també ha arribat a inspirar còmics molt imaginatius, com ara un de titulat Les muntanyes voladores, elaborat (2004) pel dibuixant Jan en la seva sèrie sobre el personatge de Superlópez (és el número 43 de la col·lecció), en què el protagonista s'enfronta ni més ni menys que amb un presumpte fill de Borís Skóssirev que planeja fer valer tots els seus drets dinàstics per apoderar-se ràpidament del principat d'Andorra, restaurar la monarquia i restablir el llinatge que va fundar el seu pare. El malvat no dubta, en aquest cas, de proclamar-se Borís II, i farà l'impossible per recuperar el tron andorrà. Aliat amb el malvat Tchupón, el senyor dels Xumets, Borís II projecta convertir Andorra en una illa voladora inspirant-se en l'illa de Laputa que apareix esmentada en un dels capítols dels Viatges de Gulliver (de Jonathan Swift), i situar-la enmig de l'oceà Pacífic. A més a més, també gaudeix del suport d'una constructora dirigida pel sr. Immobiliapòpulos, que pretén edificar fins a l'últim racó d'Andorra quan el nou rei arribi al poder. En el còmic de Jan, apareix Borís II instal·lant-se a la casa Museu Areny-Plandolit, des d'on –emulant el seu pare- redacta un nou manifest adreçat als andorrans on demana novament que li cedeixen les regnes del país. Adaptat a la realitat paisatgística d'Ordino, el còmic recrea fidelment l'episodi històric de Borís I, i encara que sorprengui el lector, es basa en fets històricament verídics. El Comú de Canillo fins i tot va repartir entre els veïns una tirada de 1.000 exemplars de Les muntanyes Voladores amb traducció al català de M. Dolors Alibés.

### Teatre
El novembre de 2006 es va estrenar a Barcelona l'obra de teatre Borís I (el rei d'Andorra) escrita per Beth Escudé i basada en la novel·la homònima d'Antoni Morell, que repassava els episodis més famosos de la història de Borís Skóssirev; patrocinada pel govern andorrà en col·laboració amb els grups teatrals Somhi Teatre i Ennev Teatre, fou dirigida per Ester Nadal i estrenada al Teatre Tantarantana.
Els actors que encarnaven els protagonistes del regnat de Borís I anaven des del mateix noble rus fins a la seva coneguda amant nord-americana Florence Mazmon o el grup de col·laboradors andorrans presidits pel conseller Pere Torras i Riba. Aquests intèrprets eren I. Bres, H. Richter, M. Fonts, J. Godall i P. Tomàs. L'obra fou molt ben acollida pel públic.

### Documental
L'octubre de 2024 es presentà a Andorra el llargmetratge documental L'estafador que va ser rei, dirigit per Jorge Cebrián, que està previst que s'estreni als cinemes el 2025.